# Charles Algernon Parsons
Charles Algernon Parsons OM (Londres, 13 de junho de 1854 — A bordo do Duchess of Richmond em Kingston, 11 de fevereiro de 1931) foi um engenheiro britânico.
É conhecido pela invenção da turbina a vapor. Trabalhou como engenheiro no projeto de dínamos e turbinas para geração de eletricidade, com grande influência nos campos naval e de engenharia elétrica. Também desenvolveu equipamentos ópticos, como holofote e telescópio.

## Biografia
Nascido em Londres, Parsons foi o filho mais novo do astrônomo William Parsons. Estudou no Trinity College, Dublin e no St John's College (Cambridge), graduado em matemática neste último, em 1877. Começou a trabalhar como aprendiz na firma de engenharia Armstrong Whitworth em Newcastle upon Tyne, o que não era de se esperar do filho de um conde; a seguir foi para a Kitson and Company, em Yorkshire, onde trabalhou torpedos; e então em 1884 foi para a Clarke Chapman, fabricante de motores de navios, próximo a Newcastle, onde foi chefe de seu departamento de desenvolvimento de equipamentos elétricos. Lá desenvolveu uma turbina em 1884 e imediatamente utilizou-a para acionar um gerador elétrico, que ele também projetou. Com a turbina a vapor de Parsons, tornando a eletricidade barata e disponível e revolucionando o transporte marítimo e a guerra naval, o mundo passou a não ser mais o mesmo.

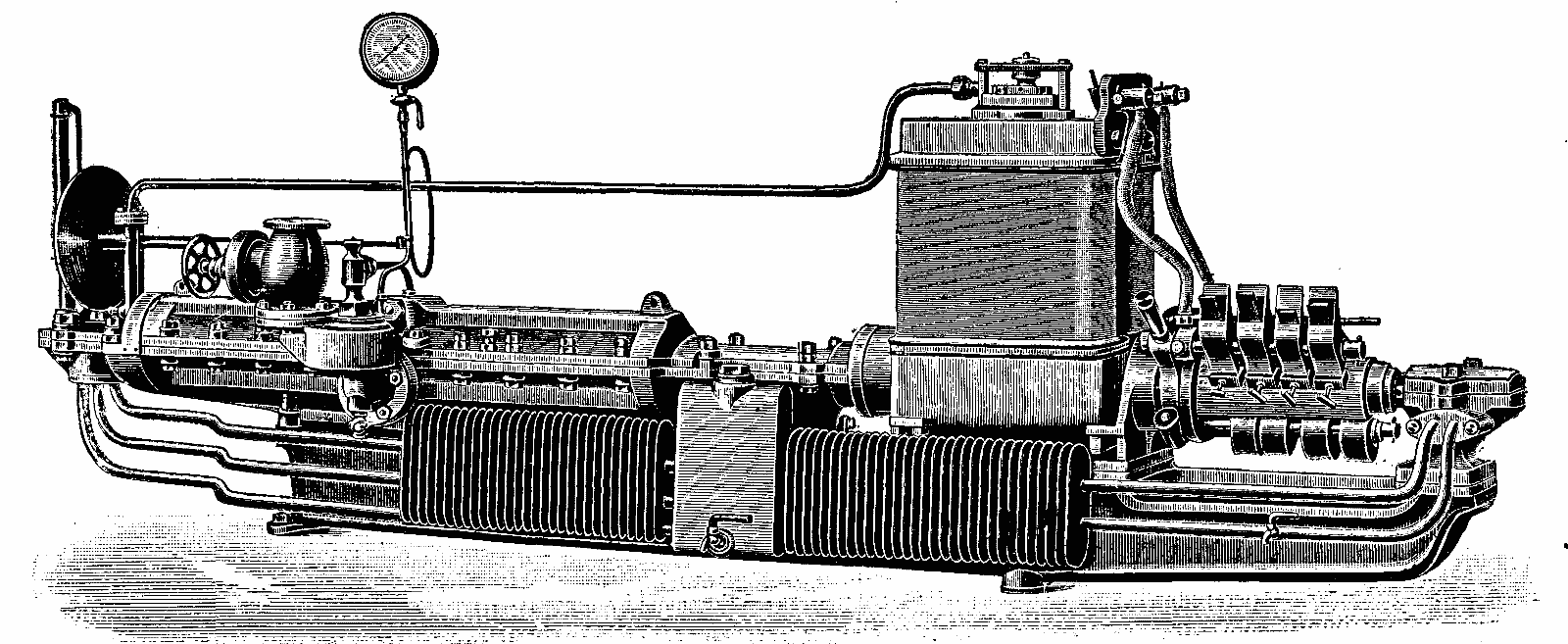
Primeira turbina a vapor composta, construída por Parsons em 1887

A melhor turbina a vapor daquele tempo, inventada por Gustaf de Laval, foi um projeto que submetia o mecanismo a enormes forças centrífugas, sendo portanto de reduzida potência, devido à pouca resistência dos materiais disponíveis. De acordo com a palestra proferida por Parsons em 1911, na Rede Lecture:
"It seemed to me that moderate surface velocities and speeds of rotation were essential if the turbine motor was to receive general acceptance as a prime mover. I therefore decided to split up the fall in pressure of the steam into small fractional expansions over a large number of turbines in series, so that the velocity of the steam nowhere should be great…I was also anxious to avoid the well-known cutting action on metal of steam at high velocity".

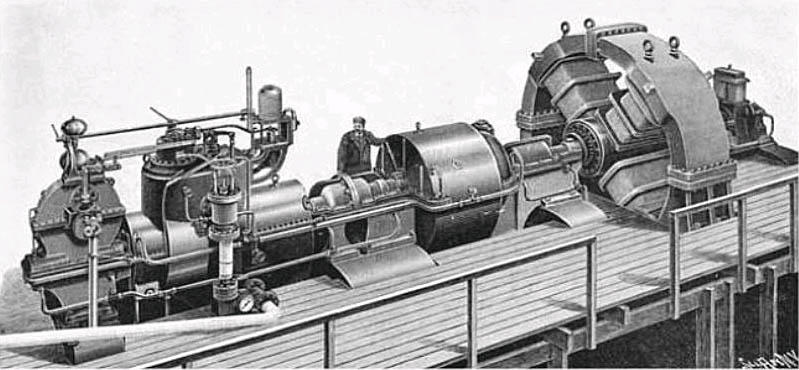
Primeiro turbogerador de Parsons de 1 MW, instalado em Eberfeld, Alemanha, em 1899. Produziu eletricidade em fase simples a 4 kV

## Obras disponíveis online
- E-book: "The Steam Turbine and Other Inventions of Sir Charles Parsons"
- Synthetic HPHT Diamond by Sir Charles Parsons